# Clavier-Übung

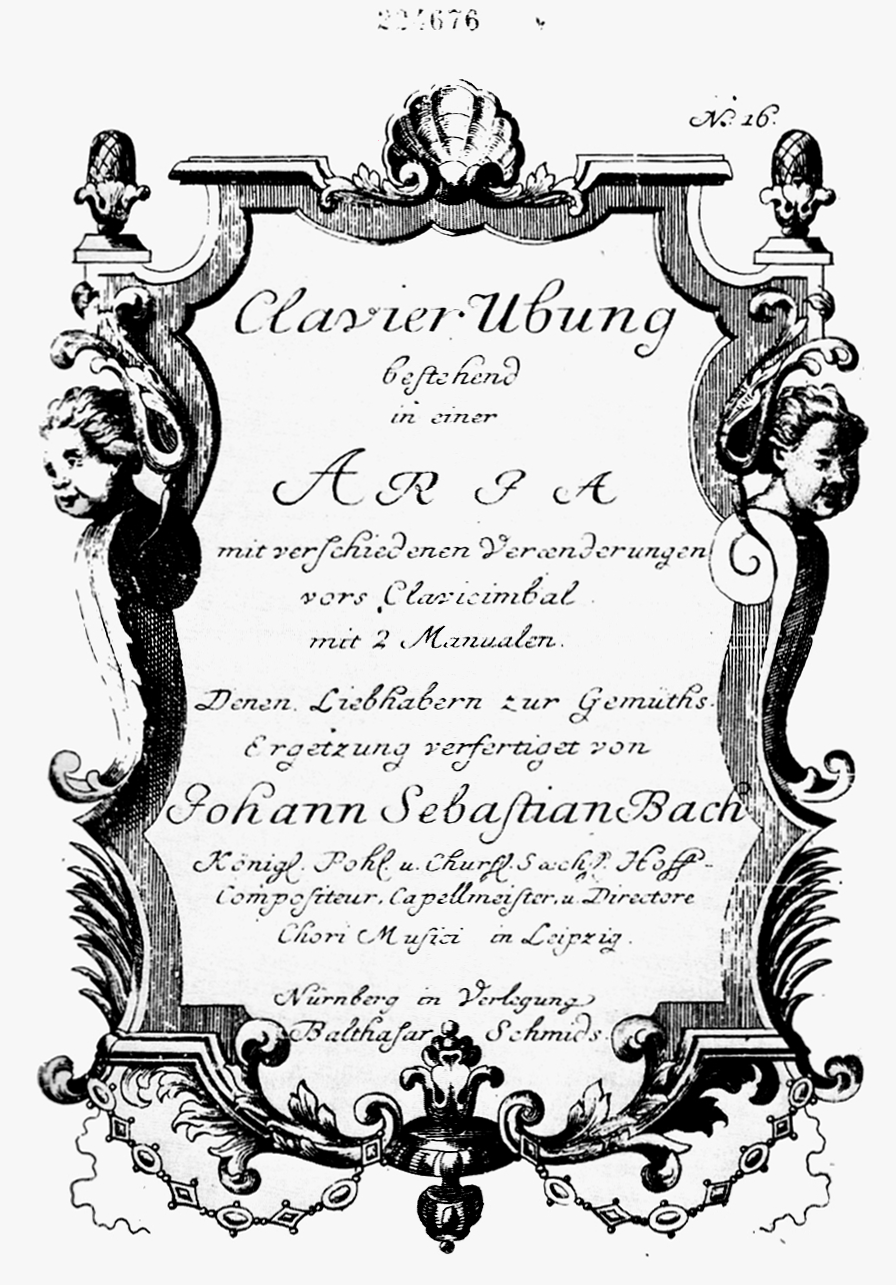
Portada de la primera edición de la cuarta parte de las Clavier-Übung de Bach, que incluye las conocidas como Variaciones Goldberg.

Clavier-Übung, a veces escrito sin diéresis, a veces sin guion, y que se escribe Klavierübung en alemán moderno, significando en traducción libre del alemán "ejercicio del teclado", es un título genérico que diversos compositores de música han venido utilizando desde el siglo XVII y XVIII,  para distintas compilaciones de su obra para teclado.
Seguramente el primer compositor en utilizar este nombre fue Johann Kuhnau en 1689,. Actualmente se asocia por defecto a la obra del mismo nombre de Johann Sebastian Bach.
Entre los compositores que publicaron obras con  este título pueden citarse los siguientes:
- El Clavier-Übung de Johann Sebastian Bach, que tiene cuatro partes:
  - Clavier-Übung Parte I: Seis partitas BWV 825-830 (1726–1730)
  - Clavier-Übung Parte II: Concierto italiano y Obertura francesa (1735)
  - Clavier-Übung Parte III: dedicada en su integridad al órgano, incluyendo el Preludio y fuga en mi bemol mayor, BWV 552, los Preludios corales, BWV 669-689, también denominados Misa alemana para órgano (Deutsche Orgelmesse) y los Cuatro duetos, BWV 802-805 (1739).
  - Clavier-Übung [IV, que no aparece en la portada]: Aria con diversas variaciones, posteriormente conocidas Variaciones Goldberg (1741)

- Johann Christoph Bach (1673-1727)
  - Clavier-Übung[3]
- Ferruccio Busoni
  - Klavierübung (1918–1925)
- Christoph Graupner:
  - Leichte Clavier-Übungen (c.1730)
- Johann Ludwig Krebs

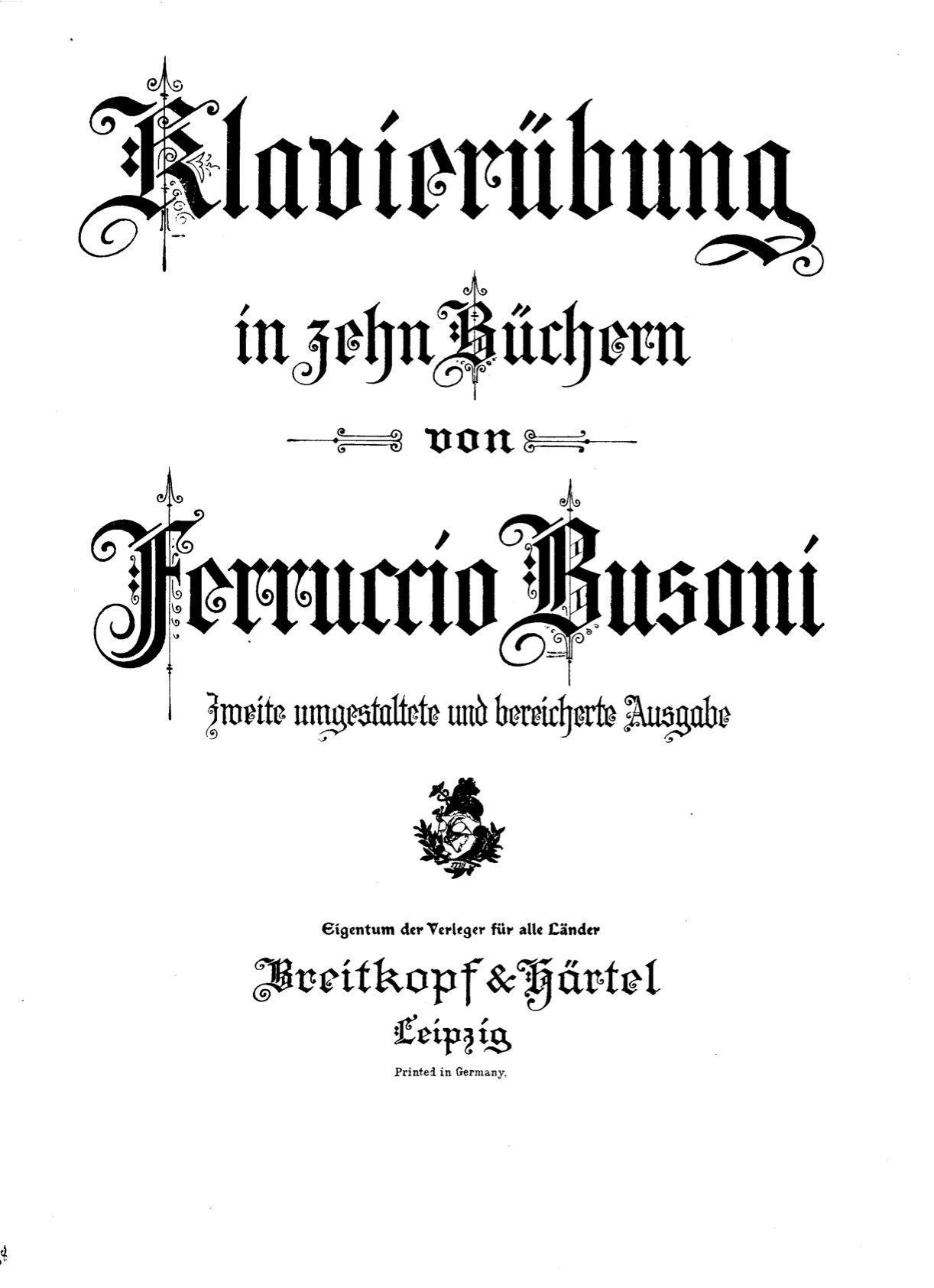
Portada de la segunda edición del Klavierübung de Busoni.

  - Clavier Ubung Bestehend in verschiedenen vorspielen und veränderungen einiger Kirchen Gesaenge Nürnberg, J.U. Haffner, c. 1744)
  - Clavier-Ubung bestehet in einer [...] Suite [...] Zweyter Theil (Nürnberg, J.U. Haffner, c. 1744)
  - Clavier-Ubung bestehend in sechs Sonatinen … IIIter Theil (Nürnberg, J.U. Haffner, c. 1744)
- Johann Krieger
  - Anmuthige Clavier-Übung (1698), que incluye ricercares, preludios, fugas y una tocata para pedales.[4]
- Johann Kuhnau:[1][2]
  - Neuer Clavier-Übung, erster Theil (1689)
  - Neuer Clavier-Übung, anderer Theil (1692)
- Vincent Lübeck
  - Clavier Übung (1728)

* Georg Andreas Sorge
- - Clavier Übung en tres partes, 18 sonatas para clave (1738–c.1745)
  - Clavier Übung en dos partes, 24 preludios para órgano o clave (1739–42)